# Antonia Papandreou
Antonia Papandreou-Suppappola da Arizona State University, Tempe, AZ, foi nomeada Fellow do Instituto de Engenheiros Eléctricos e Electrónicos (IEEE) em 2013 por contribuições para aplicações de processamento de sinais de tempo-frequência.